# Prix littéraires 1944
 (signalé en juillet 2025).
Si vous disposez d'ouvrages ou d'articles de référence ou si vous connaissez des sites web de qualité traitant du thème abordé ici, merci de compléter l'article en donnant les références utiles à sa vérifiabilité et en les liant à la section « Notes et références ».
- Archive Wikiwix
- Bing
- Cairn
- DuckDuckGo
- E. Universalis
- Gallica
- Google
- G. Books
- G. News
- G. Scholar
- Persée
- Qwant
- (zh) Baidu
- (ru) Yandex

Liste des prix littéraires décernés au cours de l'année 1944 :

## Prix internationaux
- Prix Nobel de littérature : Johannes V. Jensen  Danemark

## Allemagne
- Prix Georg-Büchner : non décerné

## Belgique
- Prix Victor-Rossel : non décerné

## Canada
- Prix littéraires du Gouverneur général 1944 :
  - Romans et nouvelles de langue anglaise : Gwethalyn Graham pour Earth and High Heaven.
  - Poésie ou théâtre de langue anglaise : Dorothy Livesay pour Day and Night.
  - Études et essais de langue anglaise : Dorothy Duncan pour Partner in Three Worlds et Edgar McInnes pour The War: Fourth Year.

## Chili
- Prix national de littérature : Mariano Latorre (1886-1955), romancier et conteur ;

## Espagne
- Prix Nadal : Carmen Laforet, pour Nada
- Prix national de littérature narrative : non décerné
- Prix national de poésie : Prix non décerné
- Prix Adonáis de poésie : Prix non décerné

## États-Unis
- Prix Pulitzer :
  - Catégorie « Fiction » :
  - Catégorie « Biographie et Autobiographie » :
  - Catégorie « Histoire » :
  - Catégorie « Poésie » :
  - Catégorie « Théâtre » :

## Finlande
- Prix Aleksis-Kivi : L. Onerva
- Prix Kalevi-Jäntti : Olavi Siippainen pour Nuoruus sumussa, Loppuun saakka et ja Suuntana läntinen
- Prix national de littérature : Aino Kallas pour Kuoleman joutsen
- Prix Tollander : R. R. Eklund

## France
- Prix Goncourt : Elsa Triolet} pour Le premier accroc coûte deux cents francs (Denoël)
- Prix Renaudot : Roger Peyrefitte pour Les Amitiés particulières (Jean Vigneau)
- Prix Femina : Les Éditions de Minuit pour leur œuvre durant la guerre
- Prix Interallié : Prix non décerné
- Grand prix du roman de l'Académie française : Pierre Lagarde pour Valmaurie (Baudinière)
- Prix des Deux Magots : Jean Milo pour L'Esprit de famille (Denoël)
- Prix du roman populiste : Jean Merrien pour Bord à bord

## Italie
- Prix Bagutta : Prix non décerné
- Prix Viareggio : Prix non décerné

## Royaume-Uni
- Prix James Tait Black :
  - Fiction : Forrest Reid pour Young Tom
  - Biographie : C. V. Wedgwood pour William the Silent
- Prix John-Llewellyn-Rhys : The Last Inspection d’Alun Lewis (en)
- Médaille Carnegie : Eric Linklater pour The Wind on the Moon (Macmillan)
- Prix Rose-Mary-Crawshay : Katherine Balderston pour Thraliana.